# Esperia SR
L'Esperia  è stata una società calcistica di Siracusa, fondata nel 1923.

## Storia
Nel 1923, quando il calcio cittadino non era ancora uscito del tutto dalla fase embrionale, venne fondata tra gli altri l'Esperia, società dell'isola di Ortigia e con il colore azzurro, dando vita a infuocate partite contro i "borgarioti" dell'Insuperabile, caratterizzate dalla grande rivalità tra i due football club e soprattutto tra i due quartieri allora separati non solo dal mare ma anche urbanisticamente (Siracusa era tutta concentrata nell'isola, mentre il restante territorio sulla terraferma era formato da borgate rurali e marine distaccate dalla città). A distanza di qualche mese, a queste si aggiunse il Circolo Sportivo Tommaso Gargallo, il quale prese il nome in onore del poeta siracusano nonché il colore dell'Esperia che in seguito è stato adottato anche dall'Associazione Sportiva Siracusa, la quale a sua volta ha ereditato dal Gargallo anche l'appellativo di leoncelli. L'Esperia invece era soprannominata "la flanella" per via del tessuto delle proprie maglie.
Il 1º aprile 1924 l'Esperia, l'Insuperabile e il 75º Fanteria si fondono nella sezione calcistica del Tommaso Gargallo. Ciò fu determinato da un quadrangolare organizzato dal Gargallo che sfidò le suddette squadre, in particolare l'Esperia che avversò il progetto di fusione in quanto aveva l'ambizione di rappresentare calcisticamente la città. A vincerlo fu il Gargallo che batté gli ortigiani per 9-0, decretando così la loro fine. 